# Martin Stallmann
Martin Stallmann (* 13. August 1903 in Börninghausen; † 29. Januar 1980 in Göttingen) war ein deutscher evangelischer Theologe und Religionspädagoge.
Stallmann studierte evangelische Theologie, unter anderem in Rostock (Sommersemester 1922) und begann 1929 als Pfarrverweser in Grevenbrück sowie Finnentrop, dann als Pfarrer in Dortmund ab 1934. Er wurde 1936/37 zwangsweise beurlaubt und 1937 in Westkilver wieder Pfarrer. Inzwischen war er theologischer Hilfsarbeiter bei Wilhelm Zoellner im Reichskirchenausschuss. Von 1941 bis 1945 leistete er Wehrdienst. Stallmann wurde Professor für Praktische Theologie und Religionspädagogik ab 1948 an der Pädagogischen Hochschule Lüneburg und ab 1961 bis 1968 an der PH Göttingen.
Stallmann kritisierte 1958 die bisherige Evangelische Unterweisung (zum Beispiel Ilse Peters) als naiv und forderte eine Hermeneutik und historisch-kritische Betrachtung der Bibel für den Religionsunterricht ein. Er sprach sich auch für ein geringeres Gewicht biblischer Texte dort aus.

## Schriften
- Die Kirche und der Satan. Vandenhoeck & Ruprecht, Göttingen 1935.
- Das Glaubensbekenntnis der Kirche, 1936.
- Christentum und Schule, 1958.
- Die Christlichkeit der „christlichen Schule“, 1968.
- Der evangelische Religionsunterricht, 1968.